# Каланчацький лиман
Каланчаський лиман — лиман однойменної річки Каланчак.
Розташований на південно-західному регіоні Херсонської області. Західний берег лиману — в межах Скадовського району східний — у межах Каланчацького району.
Утворився внаслідок затоплення морськими водами розширеного гирла річки.

## Характеристика
В лиман впадає річка Каланчак. Загороджена двома греблями на відстані 6 та 10 км від Каланчака 1970-их років.